# Amazon Appstore
Amazon AppstoreとはAndroidに対応したモバイルアプリケーションストアである。2011年3月22日にオープンした。世界236の国と地域で利用できる。2022年第一四半期の時点で約48万本のアプリが配信されている。Amazon.comは開発者に売価の70%か開発者の希望小売価格の20%のどちらか高い方を支払っている。
Fireタブレットでは、Google Playの代わりにAmazon Appstoreが公式ストアとして利用できる。

## 歴史
2015年から2019年まで、Amazon Appstoreには「free app a day（→今日だけ無料のアプリケーション）」機能があった。毎日通常有料のアプリケーション（ゲームが多い）が日替わりで無料で配布される。オープン日はAngry Birds Rio（広告無し）が宣伝を兼ねて無料で配布された。欧州でのオープン日はAngry Birds（広告無し）が無料配布された。しかし、無料対象アプリケーションは定価の20%を支払うというAmazonの規約の例外となり開発者には何も支払われない。
また「Test Drive」という機能では30分間、ユーザーがウェブブラウザでAmazon EC2クラウドにあるAndroidのバーチャルコピーを使ってアプリケーションを試すことができたが、2015年に廃止された。
2022年2月15日、マイクロソフトはWindows 11上のMicrosoft StoreでAmazon AppStoreのプレビュー版の提供を米国で開始した。これにより、Windows 11上でAndroidアプリケーションが動作する。
2024年3月6日、マイクロソフトはWindows subsystem for androidのサポートを2025年3月5日に終了することを決めた。Amazon Appstoreでは、マイクロソフトのWindows subsystem for androidを活用していたため、Windows subsystem for androidがサポート終了するのに伴い、同2025年3月5日にAmazon Appstoreのサポートも終了する。Amazonは2025年3月5日以降の利用は推奨しないとしている。2024年3月6日からはテクニカルサポートを適用するとしている。また、2024年3月6日には既にMicrosoft Storeからはインストールできなくなっている。ただ、Amazonが2024年3月6日以降、どうしてもアクセスしたいユーザーのため、回避策（ms-windows-store://pdp?productid=9NJHK44TTKSX&launch=true&cid=amazonをアドレスバーに入力する）を用意している。

## 評価
Amazon Appstoreがオープンした少し後、国際ゲーム開発者協会 (IGDA)はオープンレターでAmazonの配信規約に懸念を表明した。条件に関する主な懸念はAppstoreの規約ではもし開発者が他のストアでプロモーションを行ったらAppStoreでの価格を永久に安くすることを強制したり、Amazon側が開発者の分け前を事前の許可なしで削減する決定をすると同時にアプリケーションの価格を安いのに選べることである。
このオープンレターを受けてAmazonはAppstore開発者許諾契約を説明したが、「Amazonの規約はゲーム開発者への脅威を表している」と宣言したIGDAの懸念を緩和させる事にはならなかった。
2011年7月、スウェーデンの開発企業であるBithackが自身のアプリケーションでるApparatusをAppstoreから撤退させ、このストアは独立系開発者にとって「災害」だったと説明するオープンレターを出した。主な問題として、審査が事情に遅いことと、非対応機をフィルタリングする手段がないこと、Amazonが開発者との相談なしに値段を変更することを挙げ、IGDAがAmazonの方針に関する警告を再度繰り返していることに通じるとしている。

## 商標権侵害訴訟
Appleは自社のApp Storeと名前が同一であることを理由にAmazonを提訴した。Amazonはこの名前を商標とするにはあまりにも普遍過ぎると主張し、裁判官に訴訟の却下を要請した。アップルはAmazonが名前の使用で商標を侵害したというと主張でAmazonによる訴訟却下要請に反論した。連邦裁判所はアップルによる仮差し止め請求を退けたが、Amazonが主張するこの名前が一般的であることまでは同意せず、アップルが差し止めるためにAmazonのサービスとの「混乱を招く可能性」を確立しなかったことを引き合いに出している。アップルはAmazonがKindle Fireの宣伝を始めた後、Amazonは「Amazon Appstore for Android」から「for Android」の部分を削除することでユーザーをさらに混乱させようとしているして訴訟を修正した。アップルによる第二修正訴状では「Amazonの使用はまたAmazonのサービスの劣化した品質や自社のApp Storeに関連する自社のApp Storeそのものやそれを利用するのにデザインされた自社製品に対する善意を減らす可能性がある。」としている。

## その他のアプリストア
- iOSー App Store
- Android ーGoogle Play
- Windows Phone ーWindowsストア